# 三好真美
三好 真美（みよし まみ）は日本の作詞家、作曲家、歌手、ドラマー。rumania montevideoのボーカル。GIZA studio所属。大阪府在住。

## 来歴
- 1998年 - 三好真美と、真美の弟である三好誠、麻越さとみ、松田明子の4人でrumania montevideoを結成。（その後、間島和伸が加入。[2]）
  - 真美がrumania montevideoに参加するきっかけは、誠のデモテープに仮歌を入れてあげたことから始まった。[3]
  - 姉の真美が主に作詞とボーカルを手がけ、弟である誠が作曲と編曲[4]を担当した。
- 1999年4月14日 - rumania montevideoが、1stシングル「Still for your love」でメジャーデビュー。
- 2000年7月14日 - 渋谷CLUB QUATTROで開催されたライブコンサート『UNDOWN vol.4』に、rumania montevideoとして出演[5]。
- 2001年12月5日 - 歌唱参加したアルバム『GIZA studio R&B RESPECT Vol.1 -six sisters selection-』がリリース。
- 2001年12月15日 - hills パン工場で開催されたインターネット・ライブコンサート『GIZA studio R&B PARTY at the“Hills パン工場”[堀江] vol.1』にシンガーとして出演。
- 2002年2月6日 - rumania montevideoが、3rdアルバム『MO' BETTER TRACKS』をもって、活動停止。
- 2002年2月14日 - 2001年12月15日に開催されたインターネット・ライブコンサートを収録したDVD『GIZA studio R&B PARTY at the“Hills パン工場”[堀江] vol.1』がリリース。
- 2003年5月8日 - hills パン工場で開催されたライブコンサート『THURSDAY LIVE“OLDIES NIGHT”』にシンガーとして出演。
- 2006年10月18日 - 三好真美が楽曲提供した「生きたくはない僕等」が収録された上原あずみの2ndアルバム『生きたくはない僕等』がリリース。
- 2019年 - rumania montevideoの再結成。ボーカル担当だけ。7月からツイッター開始。

## 作品

### アルバム
- 『GIZA studio R&B RESPECT Vol.1 -six sisters selection-』（2001年12月5日、GZCA-5006）
  - GIZA studio所属の女性シンガーによるカバーアルバム。Killing Me Softly with His Song（原曲：Roberta Flack）を独唱。

### DVD
- 『GIZA studio R&B PARTY at the“Hills パン工場”[堀江] vol.1』（2002年2月14日、BMBD-7005）
  - 2001年12月15日にhills パン工場で行われた、GIZA studio所属の女性シンガーによるインターネット・ライブを収録。Killing Me Softly with His Song（原曲：Roberta Flack）を独唱。また、Hey Jude（原曲：The Beatles）を、愛内里菜、倉木麻衣、中村由利、松田明子、松永安未と合唱。[6]

## 楽曲提供

### 作曲
- 上原あずみ「生きたくはない僕等」

## レコーディング参加

### コーラス
- ZARD「I feel fine,yeah」 - 三好真美の弟である三好誠がZARDに楽曲提供。また、姉弟でレコーディング参加。